# Stalag Luft VII
Stalag Luft VII (Kriegsgefangenen-Lager der Luftwaffe VII) – niemiecki obóz jeniecki dla oficerów-lotników wojskowych z Armii Czerwonej w II poł. 1943 roku.
W czerwcu 1943 r. Niemcy założyli we wsi Moritzfelde w rejonie Wehlau w Prusach Wschodnich oficerski obóz jeniecki (stalag), który był przeznaczony wyłącznie dla lotników wojskowych i lotniczy personel pomocniczy z Armii Czerwonej. Było to związane z planami ppłk. Holtersa, służącego w sztabie Luftwaffe „Ost”, który zamierzał sformować oddział lotniczy, złożony z sowieckich pilotów. W obozie zgrupowano łącznie ok. 150 wojskowych – pilotów, strzelców-radiooperatorów, nawigatorów, mechaników. Zabrano im sowieckie mundury wojskowe, przyodziewając w ubiór złożony z oficerek, szarych spodni i kutki wojskowej w kolorze khaki. Pod koniec września 1943 r. do obozu przybył płk Wiktor I. Malcew w celu prowadzenia wśród jeńców werbunku do projektowanego oddziału i agitacji antysowieckiej. Osadzonym rozdawano „własowskie” pisma kolaboracyjne w języku rosyjskim, jak gazetę ROA „За Родину”. Ponadto jeńcy wykonywali różnego rodzaju prace rolnicze w okolicznych wsiach. Obóz został zlikwidowany pod koniec grudnia 1943 r., zaś w styczniu 1944 r. w rejonie Moritzfelde utworzono 1 Wschodnią Eskadrę Lotniczą, zwaną też Grupą Holtersa.